# Saint-Priest-Taurion
Saint-Priest-Taurion is een gemeente in het Franse departement Haute-Vienne (regio Nouvelle-Aquitaine) en telt 2613 inwoners (1999). De plaats maakt deel uit van het arrondissement Limoges.

## Geografie
De oppervlakte van Saint-Priest-Taurion bedraagt 26,9 km², de bevolkingsdichtheid is 97,1 inwoners per km².
De onderstaande kaart toont de ligging van Saint-Priest-Taurion met de belangrijkste infrastructuur en aangrenzende gemeenten.

## Verkeer
In de gemeente liggen de spoorweghaltes Les Bardys en Saint-Priest-Taurion.

## Demografie
Onderstaande figuur toont het verloop van het inwonertal (bron: INSEE-tellingen).